# Tarsocera dicksoni
Tarsocera dicksoni är en fjärilsart som beskrevs av Van Son 1962. Tarsocera dicksoni ingår i släktet Tarsocera och familjen praktfjärilar. Inga underarter finns listade i Catalogue of Life.